# Ectopimorpha boops
Ectopimorpha boops là một loài tò vò trong họ Ichneumonidae.